# Sebastiano Rampulla
Sebastiano Rampulla, detto Zu Vastianu (Mistretta, 12 maggio 1946 – Milano, 25 novembre 2010), è stato un mafioso italiano, considerato uno dei principali capi di Cosa nostra messinese; precisamente boss in carica della famiglia di Mistretta.

## Biografia
Il suo ruolo nell'organizzazione mafiosa è sempre stato rilevante, tanto che si legge di lui in uno dei pizzini sequestrati nel covo di Bernardo Provenzano. Si ipotizza anche una possibile alleanza con il boss catanese Nitto Santapaola, oltre ovviamente agli stretti contatti con i boss dei clan barcellonesi, tortoriciani e messinesi, tanto che fu ritenuto il referente di Cosa nostra per parte della provincia di Messina.
Tristemente famoso è suo fratello Pietro che come lui sarebbe coinvolto nelle stragi mafiose degli anni '90. In particolare è stato individuato come colui che nel 1992 confezionò il micidiale ordigno della strage di Capaci, in cui morì il giudice Giovanni Falcone.
Nel 2003 Rampulla è finito in manette nell'ambito dell'operazione "Icaro", avviata dal ROS dei Carabinieri dopo le dichiarazioni dell'imprenditore Santo Lenzo, confermate dai collaboratori di giustizia Giovanni Brusca e Nino Giuffrè. Si scoprì che Rampulla costituiva l'anello di collegamento tra il suo clan, il clan di Tortorici e quello di Barcellona Pozzo di Gotto (definita la "Corleone messinese"), che tra il 1995 e il 2003 avrebbero tenuto sotto controllo interi settori economici, dagli appalti pubblici alle cave di sabbia, fondamentali per i lavori di raddoppio dell'autostrada Messina-Palermo.